# Mistrovství Evropy v judu 2008
Mistrovství Evropy se konalo v Pavilhão Atlântico v Lisabonu, Portugalsko, ve dnech 24.-26. dubna 2008.

## Program
- PÁT - 11.04.2008 - superlehká váha (−60 kg, −48 kg) a pololehká váha (−66 kg, −52 kg) a lehká váha (−57 kg)
- SOB - 12.04.2008 - lehká váha (−73 kg) a polostřední váha (−81 kg, −63 kg) a střední váha (−70 kg)
- NED - 13.04.2008 - střední váha (−90 kg) a polotěžká váha (−100 kg, −78 kg) a těžká váha (+100 kg, +78 kg)

## Výsledky

### Muži
| Kategorie | Zlato                  | Stříbro                     | Bronz                     | Bronz                    |
| --------- | ---------------------- | --------------------------- | ------------------------- | ------------------------ |
| −60 kg    | Ludwig Paischer (AUT)  | Ruben Houkes (NED)          | Lavredis Alexanidis (GRE) | Nestor Chergiani (GEO)   |
| −66 kg    | Zaza Kedelašvili (GEO) | Miklós Ungvári (HUN)        | Pedro Dias (POR)          | Alim Gadanov (RUS)       |
| −73 kg    | Dirk Van Tichelt (BEL) | Kiyoshi Uematsu (ESP)       | Ákos Braun (HUN)          | Davit Kevchišvili (GEO)  |
| −81 kg    | João Neto (POR)        | Guillaume Elmont (NED)      | Nikolaj Barkovský (BLR)   | Giuseppe Maddaloni (ITA) |
| −90 kg    | Mark Huizinga (NED)    | Elchan Mammadov (AZE)       | Andrej Kazusjonok (BLR)   | Irakli Cirekidze (GEO)   |
| −100 kg   | Henk Grol (NED)        | Przemysław Matyjaszek (POL) | Benjamin Behrla (GER)     | Ari'el Ze'evi (ISR)      |
| +100 kg   | Tamerlan Tmenov (RUS)  | Paolo Bianchessi (ITA)      | Pierre Robin (FRA)        | Jevgenij Sotnikov (UKR)  |

### Ženy
| Kategorie | Zlato                         | Stříbro                      | Bronz                     | Bronz                      |
| --------- | ----------------------------- | ---------------------------- | ------------------------- | -------------------------- |
| −48 kg    | Alina Dumitruová (ROU)        | Frédérique Jossinetová (FRA) | Éva Csernoviczká (HUN)    | Ana Hormigová (POR)        |
| −52 kg    | Ana Carrascosaová (ESP)       | Romy Tarangulová (GER)       | Ioana Aluașová (ROU)      | Petra Nareksová (SLO)      |
| −57 kg    | Sabrina Filzmoserová (AUT)    | Isabel Fernándezová (ESP)    | Kifayət Qasımovová (AZE)  | Barbara Harelová (FRA)     |
| −63 kg    | Lucie Décosseová (FRA)        | Claudia Malzahnová (GER)     | Elis Šlezingrová (ISR)    | Urška Žolnirová (SLO)      |
| −70 kg    | Ylenia Scapinová (ITA)        | Leire Iglesiasová (ESP)      | Gévrise Émaneová (FRA)    | Kerstin Thieleová (GER)    |
| −78 kg    | Heide Wollertová (GER)        | Vera Moskaljuková (RUS)      | Yahima Ramirezová (POR)   | Esther San Miguelová (ESP) |
| +78 kg    | Anne-Sophie Mondièreová (FRA) | Tea Donguzašviliová (RUS)    | Franziska Konitzová (GER) | Lucija Polavderová (SLO)   |